# Kukri
Il kukri o khukuri (खुकुरी - khukurī) è un coltello nepalese di grandi dimensioni (ca. 30-40 cm) usato sia come attrezzo da lavoro che come arma, facente parte dell'equipaggiamento dei  soldati Gurkha, da cui il nome "Coltello dei Gurka". Ha lama pesante e ricurva, tagliente sul lato concavo (quindi quello interno alla curva), con angolo di circa 20°, larga dai 3 ai 10 centimetri.
L'arma ha fortissimo significato simbolico nella cultura nepalese: rappresenta il coraggio e il valore del guerriero gurka (sia nell'esercito nepalese che nei Royal Gurkha Rifles o altro contingente operativo presso paesi diversi dal Nepal), figura negli oggetti rituali delle festività (lo sposo porta il kukri durante la cerimonia di nozze) ecc.

## Costruzione
Il coltello kukri è un'arma dalla foggia molto particolare:
- La lama, marcatamente ricurva (angolo di 20°) rispetto al codolo, è affilata sul solo lato concavo, allargantesi in prossimità della punta.

Tradizionalmente realizzata in acciaio da fusione, viene oggi fucinata partendo da componenti meccaniche in acciaio di elevate caratteristiche (es. balestra delle sospensioni degli autocarri). Il codolo attraversa tutta l'impugnatura e ne fuoriesce per esservi ribattuto, onde garantire maggior solidità dell'impugnatura stessa, al momento di vibrare il colpo;
- L'impugnatura è solitamente realizzata in legno, avorio o corno di bufalo d'acqua. Nei modelli più recenti è comunque molto diffuso anche il metallo;
- Il fodero è tradizionalmente realizzato in legno, o cuoio.

Il largo successo dell'arma tra gli Occidentali ha portato allo sviluppo di due tipologie:
1. I kukri "orientali" sono detti Sirupate ed hanno linea più snella;
2. I kukri "occidentali" sono detti Budhuna o Baspate ed hanno lama più grossa e pesante.

Entrambe le tipologie sono comunque largamente utilizzate in Nepal.
La manifattura del kukri era compito precipuo di due apposite caste della civiltà nepalese: i Kami ed i Biswakarma.

## Storia

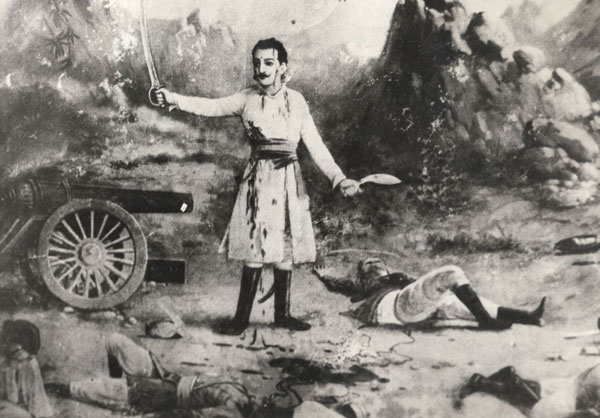
Balbhadra Kunwar, comandante dei Gurkha nella Battaglia di Nalapani (1814), armato di kukri e sciabola

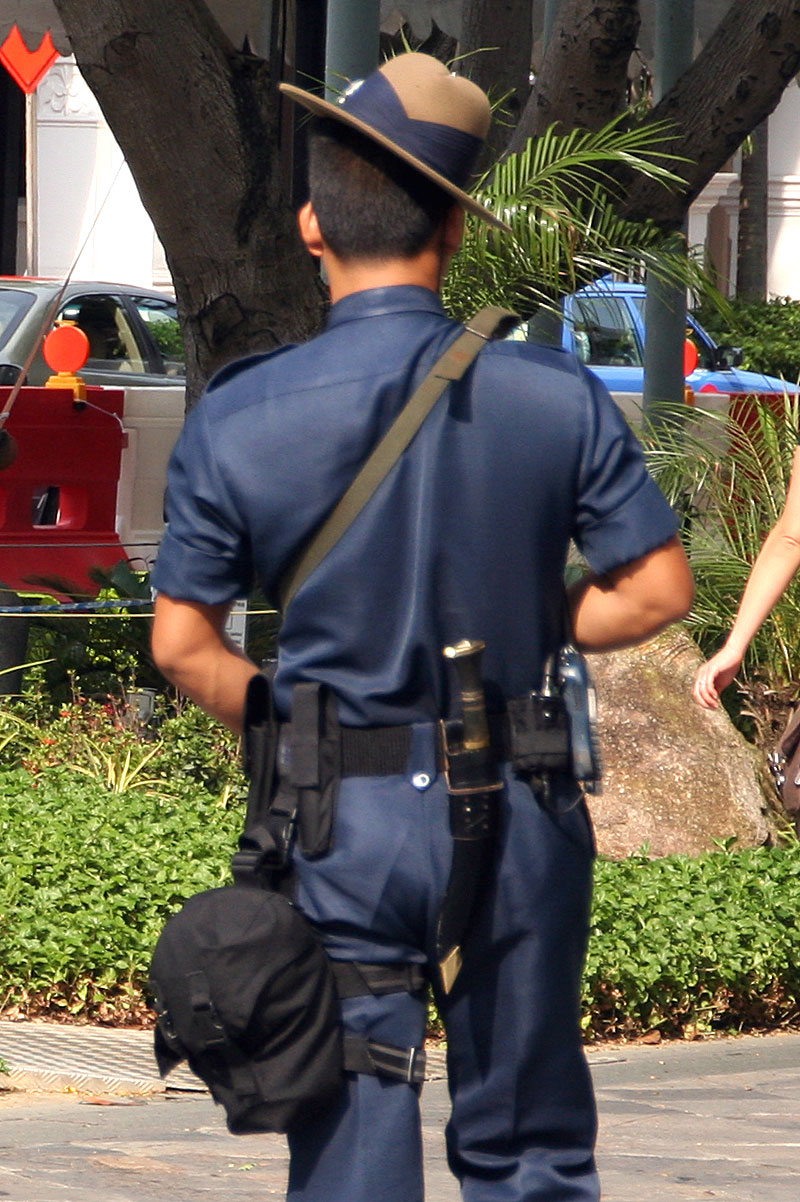
Ufficiale del Gurkha Contingent della Singapore Police Force di pattuglia a Raffles City durante la 117ª riunione del Comitato Olimpico Internazionale (2005). Indossa il tipico cappello e porta il kukri appeso al retro del cinturone.

Come altre armi originate nelle contrade centro-asiatiche quali ad esempio lo yatagan dei turchi ottomani, il kukri richiama molto da vicino l'arcaico profilo del kopis in uso agli Antichi Greci che si sarebbe poi diffuso nelle terre orientali a seguito delle vittoriose campagne militari dell'esercito macedone di Alessandro Magno. Pare però che nella regione dell'Uzbekistan, coltelli dalla linea simile al kukri fossero in uso già durante l'Età del Bronzo.
Quale che sia stata la data di reale progettazione del coltello kukri, gli esemplari più antichi ad oggi disponibili per la comunità scientifica internazionale rimandano al XVI secolo (ca. 1559 per il reperto più antico, conservato al Nepal National Museum di Kathmandu), cioè il medesimo periodo di origine e diffusione dello yatagan ottomano. Gli Occidentali fecero la conoscenza del kukri solo nel biennio 1814-1816, quando la Compagnia britannica delle Indie orientali trascinò la Gran Bretagna in un sanguinoso conflitto con il Regno del Nepal dei Gurka. L'efficacia dell'arma e la prodezza dei suoi portatori convinsero l'Esercito britannico ad istituire una Brigata Gurkha di fanteria ed a diffondere l'uso del kukri in altri corpi dell'esercito coloniale del Commonwealth tramite appositi periodi di addestramento sul suolo indiano: durante la seconda guerra mondiale, il kukri era arma d'ordinanza anche dei Chindits indiani e degli schermagliatori canadesi (esploratori e cecchini), tanto quanto degli US Merrill's Marauders.
In anni recenti, il kukri ha servito i gurka nella Guerra delle Falkland (1982). Il 2 settembre 2010 un gurka di nome Bishnu Shrestha ha affrontato armato solo del suo kukri una banda di banditi che avevano assaltato il treno su cui viaggiava, mettendoli in fuga.

## Media
La particolarissima foggia del kukri ha garantito all'arma un discreto successo iconografico nella cultura mediatica:
- "BigKnife" Cirkeys e Hermeppo, entrambi personaggi del manga e anime One Piece, brandiscono dei kukri.
- È l'arma bianca di default utilizzata nel videogioco Far Cry 4 dal protagonista Ajay Ghale.
- È un'arma utilizzabile nel videogioco Dying Light.
- Nel romanzo Dracula di Bram Stoker, l'omonimo vampiro viene ucciso all'arma bianca dal britannico Jonathan Harker, armato di kukri, e dallo statunitense Quincey P. Morris armato di Coltello Bowie. Nella trasposizione cinematografica di Francis Ford Coppola, Bram Stoker's Dracula, del 1992, Van Helsing (Anthony Hopkins) usa un kukri per decapitare le mogli di Dracula.
- È molto spesso nominato nei romanzi e nello sceneggiato televisivo di Sandokan.
- Nel telefilm Heroes Edgar, un personaggio della quarta serie, usa delle lame kukri come armi.
- Alice, protagonista del film Resident Evil: Extinction, utilizza due lame kukri come armi bianche.
- Nel videogioco Resident Evil: Revelations, Keith Lumley utilizza due lame kukri come armi da mischia.
- Il personaggio Bronn, del telefilm Il Trono di Spade usa, oltre alla spada, una lama kukri come seconda arma.
- È una tra le tipologie di armi utilizzabili da Jacob e Evie Frye, protagonisti di Assassin's Creed: Syndicate.
- In Halo: Reach viene utilizzata dallo Spartan Emile, membro del Noble Team, come arma corpo a corpo.
- Nel videogioco Dark Souls III è presente come variante del coltello da lancio.
- È presente in Battlefield 1 e Battlefield V.
- È l'arma utilizzata da Nyx Ulric, il protagonista di Kingsglaive: Final Fantasy XV.
- La sciamana, un personaggio del videogioco For Honor, combatte con ascia e kukri.
- Nel manga "History's strongest disciple Kenichi" la maestra Kousaka Shigure si scontra con un'esperta di kukri del Reparto Armato di Yami
- Nel videogioco Team Fortress 2 l'arma da mischia di scorta, garantita a tutti i giocatori una volta installato il gioco, del Cecchino è il Machete (in lingua originale "Kukri"), basato proprio sul coltello nepalese.
- Nel diciannovesimo episodio della quarta stagione della serie animata Star Wars: The Clone Wars, alcune Sorelle della Notte impugnano dei kukri all'arrivo di Asajj Ventress.